# Zegris eupheme

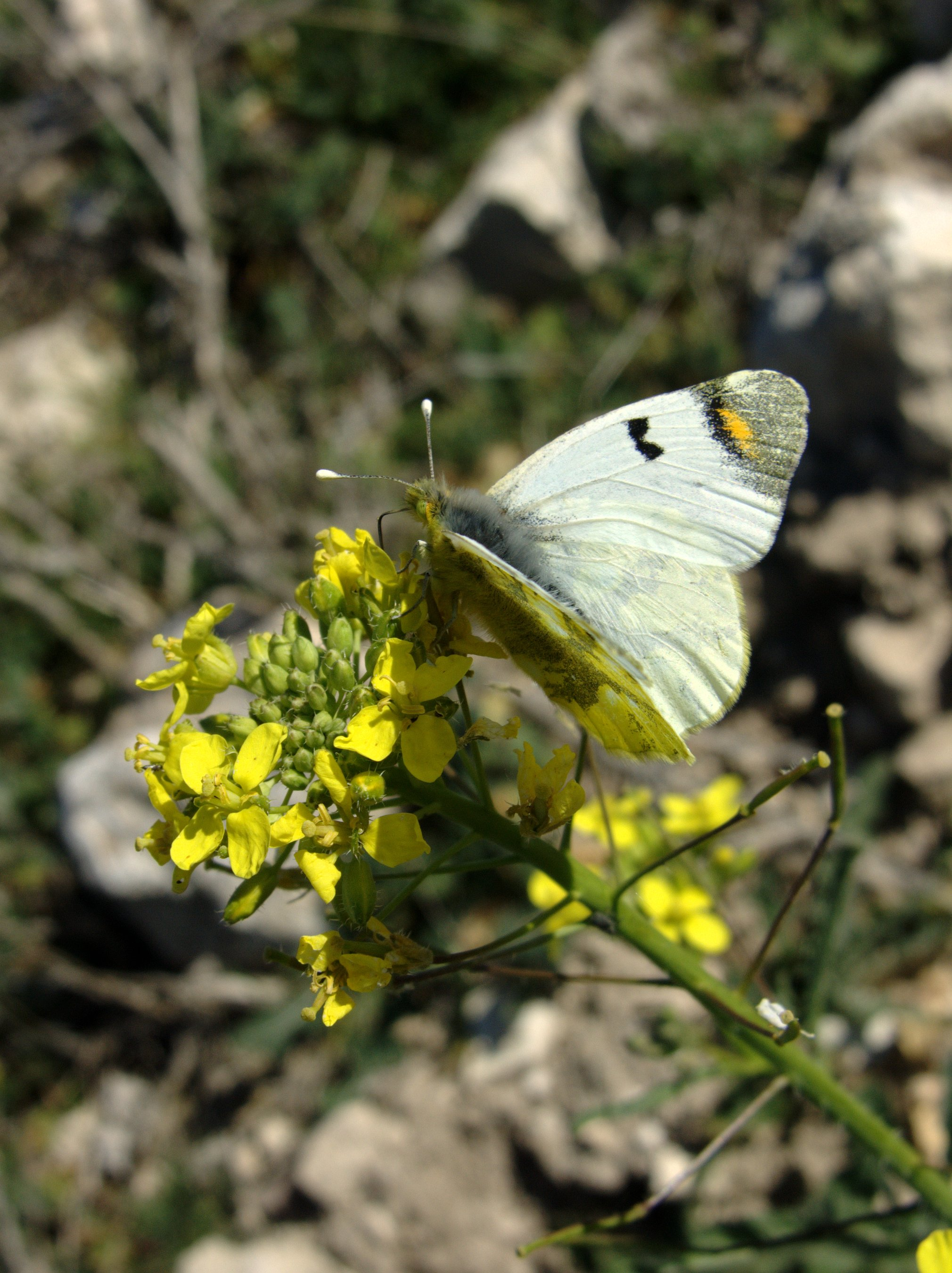
Ejemplar fotografiado en Madrid.

Zegris eupheme es un lepidóptero ropalócero de la familia Pieridae.

## Distribución
Se encuentra en el centro, sur y este de España, áreas montañosas de Marruecos, Turquía, Arabia Saudí, Irán, el Cáucaso, Ucrania, zonas cercanas al Volga, sur de los Urales, Kazajistán y macizo de Altái.
En España y en Marruecos vive la subespecie meridionalis, que se distribuye de forma local en poblaciones muy separadas.

## Hábitat
Prolifera en zonas rocosas, secas y con flores (sobre todo crucíferas), preferentemente en márgenes de cultivos, cultivos abandonados u olivares. 
La oruga se alimenta de Isatis tinctoria y Hirschfeldia incana.

## Periodo de vuelo
Tiene una generación al año. Los adultos vuelan entre marzo y mediados de junio, dependiendo de la localidad y la altitud.
Hiberna como pupa.